# (31402) Negishi
Pour les articles homonymes, voir Negishi.
(31402) Negishi est un astéroïde de la ceinture principale.

## Description
(31402) Negishi est un astéroïde de la ceinture principale. Il fut découvert le 7 janvier 1999 à Ōizumi par Takao Kobayashi. Il présente une orbite caractérisée par un demi-grand axe de 2,54 UA, une excentricité de 0,18 et une inclinaison de 16,5° par rapport à l'écliptique.

## Compléments